# Kosatcovité
Kosatcovité (Iridaceae) je čeleď jednoděložných rostlin z řádu chřestotvaré (Asparagales). Některými staršími taxonomickými systémy je řazena do řádu liliotvaré (Liliales).

## Popis
Jedná se o byliny, jen výjimečně keře. Jsou to vytrvalé pozemní rostliny, zpravidla s oddenky, jen vzácně s cibulemi, jsou jednodomé s oboupohlavnými květy. Listy jsou nahloučeny na bázi, nebo nikoliv, jsou jednoduché, přisedlé nebo řapíkaté, střídavé, uspořádané nejčastěji dvouřadě, s listovými pochvami. Čepele listů jsou celokrajné, ploché nebo oblé, někdy kožovité, čárkovité až kopinaté, žilnatina je souběžná. Jazýček chybí. Květy jsou oboupohlavné, jsou jednotlivé nebo v květenstvích, zpravidla ve vrcholících, latách, klasech, okolících či v chocholících. Květy jsou podepřeny listeny, někdy je listen ve tvaru toulce, jedná se vlastně o bezčepelnou pochvu listu. Květy jsou pravidelné nebo nepravidelné, pokud nepravidelné, potom jsou souměrné (zygomorfní). Okvětí je vyvinuto, zpravidla 6 okvětních lístků ve 2 přeslenech, okvětní lístky vnitřního přeslenu bývají někdy značně menší než okvětní lístky vnějšího přeslenu. Okvětní lístky jsou srostlé a vytvářejí na bázi okvětní trubku. Okvětní lístky mají bílou, žlutou, červenou, purpurovou či modrou barvu. Tyčinky jsou 3, vzácně 2, v 1 přeslenu, jsou volné nebo srostlé s okvětní trubkou, někdy jsou srostlé navzájem nitkami a vytvářejí na bázi trubku. Opylování je prováděno hmyzem nebo ptáky, vzácně větrem. Gyneceum je složeno ze 3 plodolistů, je synkarpní, čnělka je 1, zpravidla 3-laločná, rozšířená a připomínající okvětní lístek, semeník je spodní. Plod je suchý, pukavý, převážně tobolka.

## Rozšíření
Je známo asi 92 rodů a asi 1800 druhů, které jsou rozšířeny téměř po celém světě, jen v chladných pásech zpravidla chybí.
V ČR rostou ve volné přírodě a jsou původní zástupci pouze 3 rodů. Rod kosatec (Iris) je zastoupen 8 druhy (z toho je jeden v současnosti vyhynulý), další se pěstují a občas zplaňují. Rod šafrán (Crocus) je zastoupen 1-2 druhy (původnost sporná) další se pěstují a zplaňují. Rod mečík (Gladiolus) je zastoupen 2 druhy, další se pouze pěstují jako okrasné rostliny. Dále můžeme ve volné přírodě vidět badil úzkolistý (Sisyrinchium angustifolium), který je původní v Severní Americe, ale je pěstován jako okrasná rostlina a místy je na vlhkých loukách zdomácnělý. Jako okrasné rostliny se pěstují druhy z rodu montbrécie (Crocosmia).

## Zástupci
- acidantera (Acidanthera, syn. Iris)
- aristea (Aristea)
- babiana (Babiana)
- badil (Sisyrinchium)
- cypela (Cypella)
- černohlávka (Melasphaerula)
- dierama (Dierama)
- dietes (Dietes)
- diplarena (Diplarrena)
- duhovnice (Ixia)
- ferárie (Ferraria)
- frézie (Freesia)
- herbertka (Herbertia)
- kosatcovník (Gynandriris, syn. Moraea)
- kosatec (Iris)
- lapérusie (Lapeirousia)
- libercie (Libertia)
- mečík (Gladiolus)
- montbrécie (Crocosmia)
- morea (Moraea)
- neomarika (Neomarica)
- romulea (Romulea)
- sparaxis (Sparaxis)
- šafrán (Crocus)
- tritonie (Tritonia)
- tygřice (Tigridia)
- vršťala (Geissorhiza)
- watsonie (Watsonia)
- zárubka (Witsenia)[1]

## Seznam rodů
Acidanthera,
Alophia,
Anapalina,
Aristea,
Babiana,
Bobartia,
Calydorea,
Chasmanthe,
Cipura,
Cobana,
Crocosmia,
Crocus,
Cyanixia,
Cypella,
Devia,
Dierama,
Dietes,
Diplarrena,
Duthiastrum,
Eleutherine,
Ennealophus,
Ferraria,
Freesia,
Geissorhiza,
Gelasine,
Geosiris,
Gladiolus,
Herbertia,
Hesperantha,
Hesperoxiphion,
Iris (vč. Acidanthera, Juno),
Isophysis,
Ixia,
Kelissa,
Klattia,
Lapeirousia,
Larentia,
Lethia,
Libertia,
Mastigostyla,
Melasphaerula,
Micranthus,
Moraea (vč. Gynandriris, Homeria),
Nemastylis,
Neomarica,
Nivenia,
Oenostachys,
Olsynium,
Onira,
Orthrosanthus,
Patersonia,
Phalocallis,
Pillansia,
Pseudiris,
Pseudotrimezia,
Radinosiphon,
Rheome,
Romulea,
Salpingostylis,
Savannosiphon,
Sessilanthera,
Siphonostylis,
Sisyrinchium,
Solenomelus,
Sparaxis,
Sphenostigma,
Synnotia,
Syringodea,
Tapeinia,
Thereianthus,
Tigridia,
Trimezia,
Tritonia,
Tritoniopsis,
Watsonia,
Witsenia,
Xenoscapa,
Zygotritonia